# Saitonia muscus
Saitonia muscus là một loài nhện trong họ Linyphiidae.
Loài này thuộc chi Saitonia. Saitonia muscus được Kendo Saito miêu tả năm 1989.